# Buddy film

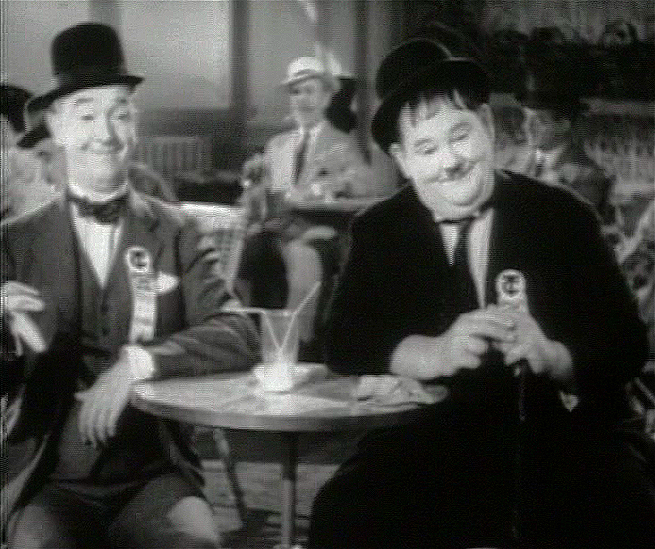
Stan Laurel i Oliver Hardy a The flying Deuces (1939), exemple també de Buddy film.

Una pel·lícula d'estil buddy film (pel·lícula de camarades) presenta l'amistat de dos homes com la relació essencial (The Complete Film Dictionary). Ira Konigsberg, autor del diccionari, ho defineix encara: "Aquestes pel·lícules glorifiquen les virtuts de la camaraderia masculina i releguen relacions home-dona a una posició subsidiària".
Segons el Journal of Popular Film and Television, les pel·lícules de camarades van emergir durant la dècada del 1970 en resposta al moviment feminista. Informava el diari, "per castigar les dones pel seu desig d'igualtat, la pel·lícula de camarades els empeny fora del centre de la narrativa i canvia la relació romàntica central tradicional entre un home i una dona per una relació de camaraderia entre dos homes. Fent els dos homes protagonistes, l'assumpte central de la pel·lícula es converteix en el creixement i desenvolupament de la seva amistat. Les dones com interessos d'amor potencials s'eliminen així de l'espai narratiu".

## Exemples debuddy films
- 1969: Butch Cassidy and the Sundance Kid
- 1989: Tango i Cash
- 1998: El gran Lebowski
- 2004: Starsky i Hutch